# Semiothisa igneata
Semiothisa igneata är en fjärilsart som beskrevs av Hüfnagel 1767. Semiothisa igneata ingår i släktet Semiothisa och familjen mätare. Inga underarter finns listade i Catalogue of Life.